# Santa Rita (Samar)
Santa Rita é um município de  terceira classe de renda municipal (d) na província Samar, nas Filipinas. De acordo com o censo de 1 de maio  de  2020 possui uma população de 42 384 pessoas e 9 778 domicílios.